# Ford P100
La Ford P100 est un pick-up basé sur une voiture qui a été construit par Ford de 1971 à 1993, initialement en Afrique du Sud, puis au Portugal. Il était basé sur des voitures particulières de taille moyenne de Ford, à l'origine la Ford Cortina et à partir de 1988 la Ford Sierra. Initialement commercialisé sous le nom de Ford Cortina Pick-up, le nom P100 a été adopté en 1982. Le nom P-100 avait déjà été utilisé pour un petit fourgon nord-américain dans les années 1960.

## Modèle basé sur la Cortina
Le P100 est pick-up basé sur une voiture, introduit en Afrique du Sud en 1971, basé sur la Ford Cortina Mk3. Initialement commercialisé sous le nom de Ford Cortina Pickup, la globalité de sa carrosserie suivait de près celle de la Cortina. La cabine utilisait les portes des modèles berline deux portes de la Cortina, ce qui lui donnait un aspect long mais tronqué, en raison de l'utilisation d'une lunette arrière et d'un montant B verticale. La benne arrière pouvait être utilisée comme un puits, stylisé avec les feux arrière du Cortina MkIII break, ou équipé d'une benne plate ou d'une carrosserie spécialement conçue. Un auvent en fibre de verre était proposé en option. Il s'est rapidement avéré être un best-seller sur son marché domestique, l'Afrique du Sud.
La carrosserie a été modifiée en 1977, pour correspondre à celle de la Ford Cortina MkIV. La cabine a été redessinée, en utilisant les portes avant plus courtes des modèles quatre portes de la Cortina MkIV. Un autre changement s'est produit en 1980, lorsque la tôle avant de la Cortina MkV a été introduite. Le nom Ford 1-Tonner était utilisé sur le marché sud-africain. À partir de 1986, le Ford Courier basé sur une Mazda a remplacé le pick-up P100 en Afrique du Sud. Le Courier était disponible avec le moteur V6 Essex de Ford jusqu'en avril 2000.
À partir de 1982, le nom P100 a été adopté et le modèle était exporté depuis l'Afrique du Sud vers l'Europe. Pour l'Europe, le châssis et la benne ont été allongés, tandis qu'en Afrique du Sud, il était disponible en variantes à empattement court et à empattement long. Le P100 a été commercialisé sous la forme de la Cortina Mk5 en Europe, lorsque la Cortina MkV a été remplacée par la Sierra. Ford avait envisagé de vendre un pick-up rebadgé Mazda, qui aurait été moins cher, mais l'a rejeté pour des raisons politiques car il y avait beaucoup de craintes concernant les importations japonaises à cette époque. Ford Royaume-Uni considérait que la fabrication en Afrique du Sud de l'apartheid était moins risquée que la fabrication au Japon, et a également réussi à atteindre 35% de composants locaux. Le pays d'origine et le style obsolète n'ont cependant eu aucun effet sur les ventes, le P100 continuant sous sa forme basée sur la Cortina Mk5 jusqu'en 1988. En 1986, le «Hi Cap» est sorti, avec un toit et des dessus de porte plus hauts et un pare-brise plus vertical spécifique au dernier des P100 sur base de Cortina.
Le turc Otosan a également produit une variante du P100, avec une benne séparée et utilisant les portes plus courtes de la berline quatre portes pour obtenir des pièces communes - Otosan n'a construit aucun autre modèle deux portes. L'Otosan P100 est basé sur la Ford Taunus TC, qui était construite sous forme de berline en Turquie jusqu'en 1994. L'Otosan P100 a été produit jusqu'en 1996[réf. nécessaire].
|                                                        |
| Original 1971-1977 style Cortina Pick-up, MkIII design |

|                                          |
| 1981 Ford 1-Tonner – (base Ford Cortina) |

|                                  |
| Otosan P100 - (base Ford Taunus) |

## Modèle basé sur la Sierra
Fin 1987, pour l'année modèle 1988, le P100 a été re-carrossée avec une nouvelle cabine basée sur la Ford Sierra. Les choix de moteurs étaient à l'origine le moteur essence "Pinto" à carburateur de 2,0 litres de la Sierra, suivi peu après d'un moteur turbodiesel de 1,8 L. La gamme est désormais construite au Portugal pour le marché européen, selon un design défini par Ford Royaume-Uni. Il s'est avéré être un best-seller, en particulier sur le marché britannique. Le moteur essence du dernier P100, alors qu'il s'agissait d'un moteur Pinto de 2,0 L, différait des unités des modèles Sierra pour passagers et Granada en ce qu'il s'agissait d'une version à faible compression du bloc Pinto 205, le moteur Cosworth est basé sur ce bloc. Des carburateurs à simple starter ont été utilisés avec une compression inférieure pour augmenter le couple tout en abaissant la puissance maximale, qui était maintenant à 74 PS (54 kW; 73 ch).
La production du P100 a cessé lorsque la Ford Sierra a été remplacée par la gamme Mondeo à traction avant en 1993.

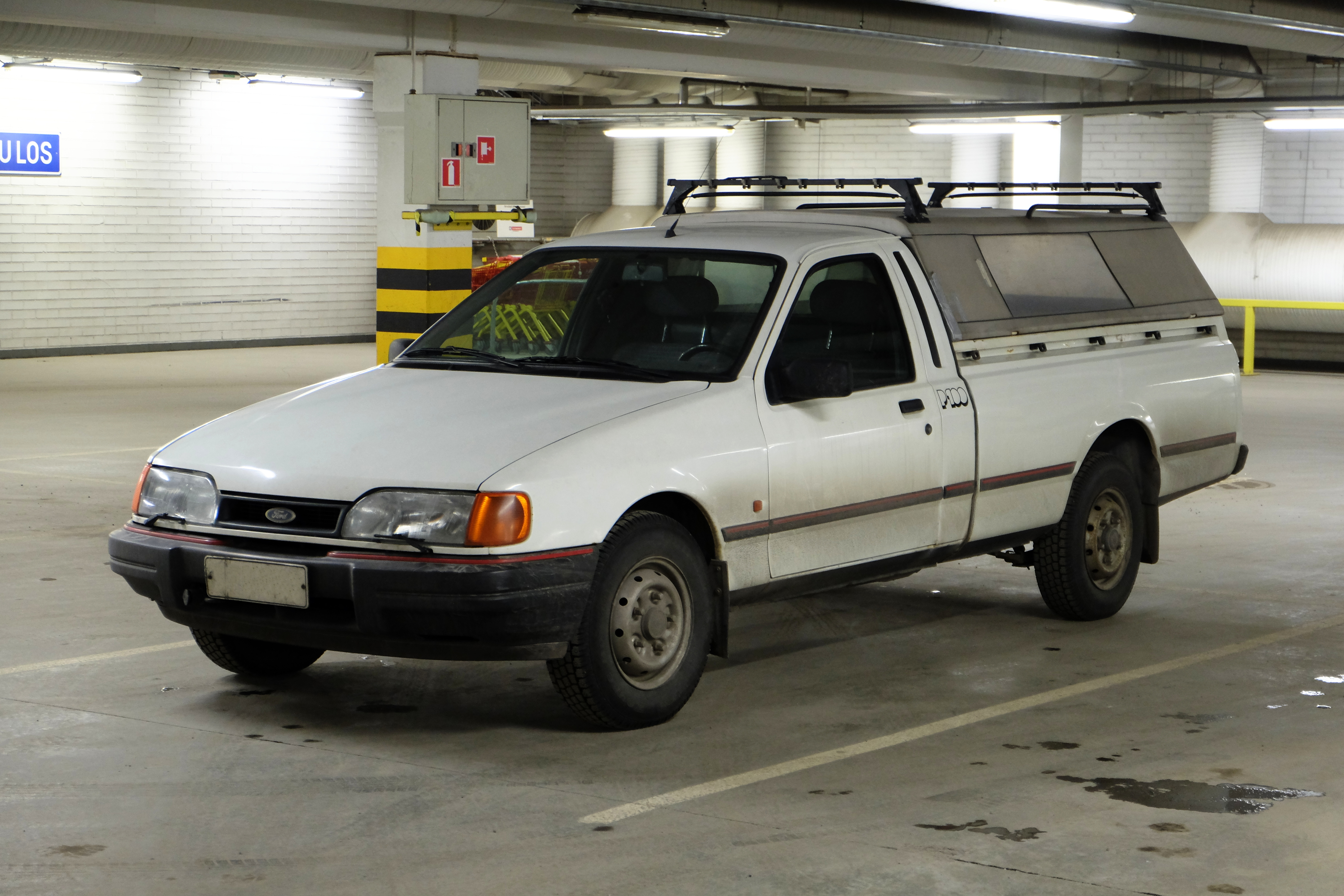
Ford P100 Pick-up - (base Ford Sierra)
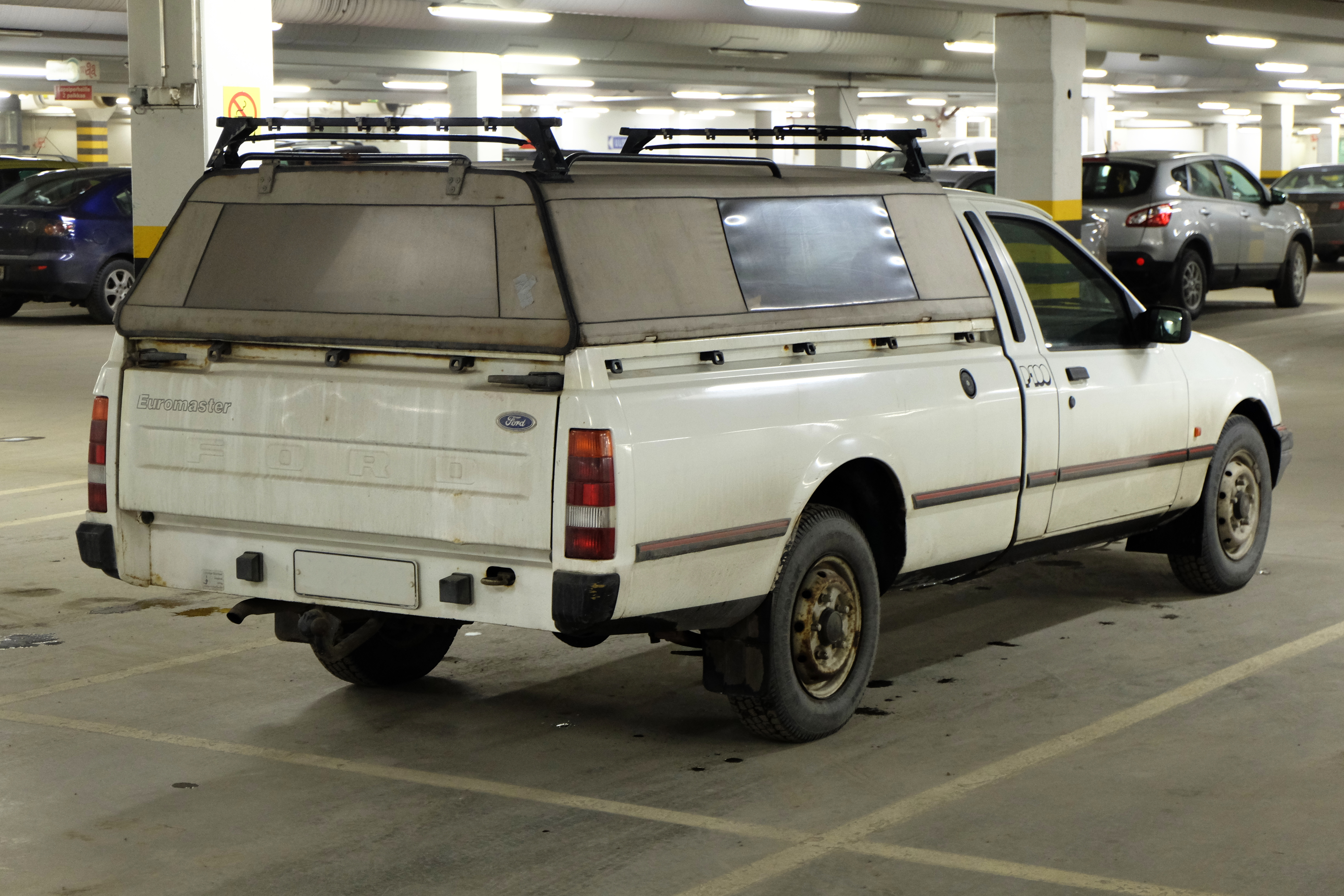
Ford P100 Pick-up - (base Ford Sierra)

## Différences entre la Cortina et la Sierra
Le P100, alors qu'il semblait similaire aux modèles sur lesquels il était basé, présentait plusieurs différences clés sous sa carrosserie. Alors qu'il utilisait la carrosserie avant de la Cortina, et plus tard de la Sierra, seule la moitié avant du soubassement était utilisée - l'arrière, depuis le milieu des sièges avant jusqu'à l'arrière, utilisait un châssis en échelle sur lequel la benne de ramassage était montée, ce qui pouvait accepter une charge utile de 1000 kg.
Le P100 était plus long que les modèles Cortina et Sierra correspondants et avait une hauteur de caisse plus élevée en raison d'une suspension à ressorts à lames multiples à l'arrière et de plus grandes roues à cinq goujons. Sur la Cortina, la conception du moyeu était un modèle Rover spécifique à l'Afrique du Sud avec en fait un diamètre de cercle primitif, d'où les alliages de Rover SD1 et les roues en acier[réf. nécessaire]. Les moyeux avant des dernières Sierra provenaient de la Granada, avec des plaques adaptatrices pour permettre le montage des roues plus résistantes du Ford Transit. Son essieu arrière est directement issu du Transit 80 à empattement court, d'où la nécessité de faire correspondre les adaptateurs avant.
La boîte de vitesses des derniers P100 était simplement une version à rapport inférieur de la boîte de vitesses T9 de Ford populaire qui était également montée dans certains Transit antérieurs, contrairement à la version pour passagers de la Sierra, la transmission Type 9 était utilisée jusqu'à l'arrêt de la production - les voitures avaient été mises à jour en 1989 pour la boîte MT75. Bien qu'il s'agisse d'une boîte plus solide, elle n'utilisait pas de chape à joint coulissant et ne convenait donc pas à une utilisation dans le P100, car il avait un essieu moteur par rapport aux configurations arrière indépendantes avec des unités de diff immobiles des versions pour passagers.

## Options de moteur

### Ford Cortina (Mark III) Pick-up
- Quatre cylindres OHV de 1,6 L
- V6 Essex OHV de 2,5 L[6]

### Ford 1-Tonner (Mark IV)
- V6 de 3,0 L[7].

### Ford 1-Tonner (Mark V)
- Quatre cylindres de 1,6 L[8]
- V6 de 3,0 L[2]

### Ford P100 (sur base de Cortina Mark V)
- Moteur essence quatre cylindres OHV de 1,6 L et 72ch (54 kW; 73 PS)[9].
- Moteur de 2,0 L et 90 PS

### Ford P100 (sur base de Sierra)
- Moteur quatre cylindres en ligne Endura-D TD de 1,8 L (1753 cm3; 75 PS (55 kW; 74ch))
- Moteur quatre cylindres en ligne Pinto OHC de 2,0 L (1998 cm3; 74 PS (54 kW; 73ch))

## Modifications
Ces dernières années, le P100 basé sur la Sierra a gagné en popularité dans les cercles de drifting et de modification, et beaucoup sont modifiés pour inclure des moteurs Cosworth, qui sont basés sur la version pour pick-up du bloc Pinto[réf. nécessaire].
Il existe de nombreux pick-up Ford P100 qui ont été modifiés par leurs propriétaires. Le train de roulement de n'importe quel Sierra et les trains de roulement de certaines Ford Granada peuvent être montés à l'avant du P100. La suspension arrière est spécifique au véhicule, les essieux de l'atlas de la Capri/Escort Mk1/2 étant interchangeables, mais elle nécessite beaucoup plus de modifications (autres que le simple boulonnage) pour s'adapter à la suspension indépendante de la Sierra ou à tout autre train de roulement arrière. De nombreux modificateurs ont converti leur P100 avec des transmissions et des trains de roulement de Sierra XR/Cosworth. Le fait même qu'ils soient si facilement modifiables sous le capot et à l'intérieur de la cabine a rendu le P100 extrêmement populaire dans les cercles de modification et de voyage. Les moteurs Cosworth BOA à 24 soupapes et YB à 16 soupapes sont un choix populaire, le YB offrant un potentiel de réglage pour un prix, tandis que le BOA offre une fiabilité imbattable et une note de moteur étonnante. Les V8 de Rover et Ford sont également un échange commun, le premier ayant le même poids que l'unité Pinto.
D'autres modifications incluent :
- Changer les moyeux avant à 5 goujons espacés de style Transit pour des moyeux standard à 4 goujons de style Sierra et monter l'essieu arrière à partir d'un véhicule Ford à 4 goujons de largeur similaire - par ex. la Ford Sierra XR4x4 pour permettre l'abaissement et les alliages standard à 4 goujons.
- Remplacement de la benne en acier par une carrosserie en fibre de verre plus légère pour réduire le poids.

En 2013, un P100 britannique modifié est devenu le véhicule à café le plus rapide au monde atteignant 65,5 mph, entrant dans le Guinness World Records.